# Idaea quadrilineata
Idaea quadrilineata là một loài bướm đêm trong họ Geometridae.